# Rhoio
Rhoio (altgriechisch Ῥοιώ Rhoiṓ, deutsch ‚die Nymphe des Granatapfelbaumes‘) ist eine Gestalt der griechischen Mythologie. Sie war eine Tochter des Traubengottes Staphylos und der Chrysothemis; ihre Geschwister waren Hemithea und Parthenos.
Als der Argeier Lyrkos, der Sohn des Phoroneus, in Bubastis bei Staphylos einkehrte, machte dieser seinen Gast betrunken, um ihn mit einer seiner Töchter zusammenbringen zu können und so Nachwuchs von ihm zu bekommen. Sowohl Rhoio als auch Hemithea verliebten sich in Lyrkos und Rhoio war auf ihre Schwester eifersüchtig, als diese auf Bestimmung ihres Vaters mit Lyrkos die Nacht verbringen durfte.
Als sie von Apollon geschwängert wurde, war Staphylos – der nicht ahnte, dass der Vater kein Sterblicher war – so erzürnt, dass er sie in eine Kiste einschloss und ins Meer warf. Sie wurde an den Strand von Delos getrieben, wo sie einen Sohn zur Welt brachte. Sie nannte ihn Anios und legte ihn auf dem dortigen Altar Apollons nieder, mit der Bitte, der Gott möge sich des Kindes annehmen. Apollon erhörte sie und verlieh dem Sohn prophetische Gaben; Anios wurde später zum Priesterkönig auf jener Insel.
Anderen Überlieferungen zufolge wurde Rhoio an die Küste Euboias getrieben, wo sie das Kind in einer Höhle gebar. Auch soll Apollon mit ihr weiters Vater des Sunios geworden sein.
Später heiratete sie Zarex, den Sohn des Karystos, und hatte mit ihm mehrere Söhne.